# Aleksandr Rummel
Aleksandr Wasiliewicz Rummel, ros. Александр Васильевич Руммель (ur. 6 stycznia 1891, zm. 28 grudnia 1976 w Nowym Jorku) – rosyjski wojskowy, oficer Wehrmachtu, emigracyjny publicysta oraz działacz wojskowy i kombatancki.
Ukończył studia prawnicze na uniwersytecie w Tartu, zaś w maju 1917 r. kurs gardemarinów floty, po zakończeniu którego został mianowany miczmanem. Brał udział w końcowym okresie I wojny światowej. Na przełomie września/października 1917 r. uczestniczył w morskich obronie Cieśniny Moonsundzkiej. Podczas wojny domowej w Rosji walczył w Armii Północno-Zachodniej gen. Nikołaja N. Judenicza. Służył w Pułku Konnym Jegrów, dochodząc do stopnia sztabsrotmistrza. W okresie międzywojennym mieszkał w Tallinnie. Pracował jako adwokat. Był współwydawcą pisma "Наши последние известия". Ponadto wchodził w skład tallińskiego oddziału Organizacji Monarchistów-Kiryłowców, Kasy Samopomocy Marynarzy i Rosyjskiego Związku Ogólnowojskowego (ROWS). Przez pewien czas stał na czele Stowarzyszenia "Witaź". Jesienią 1939 r. wyjechał do Niemiec. Podczas II wojny światowej służył w oddziałach pomocniczych Wehrmachtu. Po zakończeniu wojny wyemigrował do USA. W latach 50. działał w Związku Armijnym i Wojskowo-Morskim oraz Stowarzyszeniu Oficerów Rosyjskiej Floty Imperatorskiej w Ameryce.